# Rue de Bérite
La rue de Bérite est une voie du 6e arrondissement de Paris, en France.

## Situation et accès
La rue de Bérite est une voie publique située dans le 6e arrondissement de Paris. Elle débute au 67, rue du Cherche-Midi et se termine au 9, rue Jean-François-Gerbillon.
Le quartier est desservi par la ligne de métro 4 à la station Saint-Placide et par la ligne 10 à la station Vaneau.

## Origine du nom
Elle porte le nom de Bérite, devenue Beyrouth, ville de Phénicie et siège d'un évêché in partibus.

## Historique
Cette voie a été ouverte en 1864 comme rue du pourtour du marché Saint-Maur-Saint-Germain et cédée à la Ville de Paris par le sieur Perdriaux, concessionnaire du marché Saint-Maur-Saint-Germain, actuellement marché des Missions.
Elle a pris sa dénomination actuelle par un décret du 2 mars 1867.

## Bâtiments remarquables et lieux de mémoire

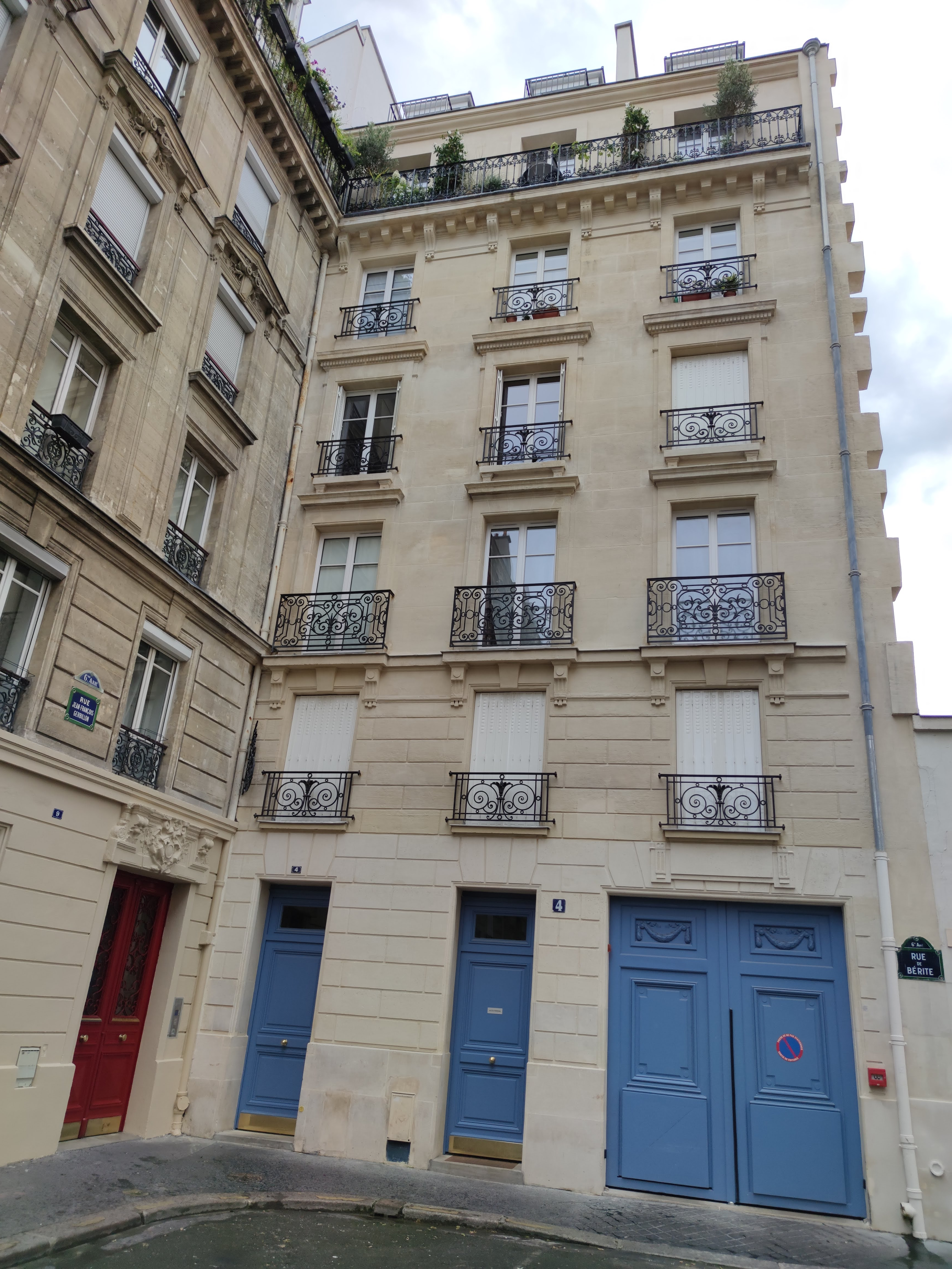
No 4.

- No 4 : le 1er avril 2016, une explosion due au gaz détruit les quatre derniers niveaux de la façade sur cour de l'immeuble[2].